# Dop

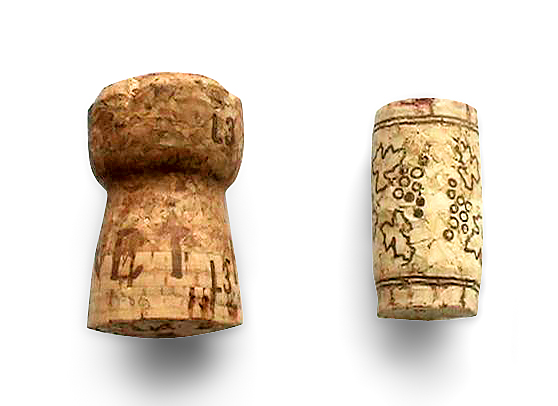
Dop de plută pentru stică

Un dop este o parte a unui container pentru fluide (sticlă, borcan, chiuvetă, cutie pentru lapte) care astupă sau închide respectivul container, prevenind scurgerile.

## Tipuri
Există mai multe tipuri de prize care pot fi clasificate în funcție de material:
- Plută din lemn de plută, aglomerată sau cu mai multe straturi, utilizată în principal pentru vinuri.
- Pluta sintetică, folosită și pentru vin, înlocuiește în prezent pluta.
- Capac metalic.
- Un dop de sticlă, care are de obicei și o funcție decorativă.
- Capac de plastic

## Producția de dopuri de vin
Dopurile naturale de vin sunt obținute din scoarța de strău de stejar. Înainte de prelucrare, scoarța este decojită cu grijă și tăiată în foi. Stejarii nu sunt tăiați și doar aproximativ jumătate din scoarță este îndepărtată la un moment dat. Stejarul de plută este recoltat pentru prima dată la vârsta de 25 de ani și se efectuează la fiecare 9 ani. După cea de-a treia recoltare, scoarța devine de o calitate suficientă pentru a produce dopuri de vin.

## Captarea
În sectorul de producție se folosesc diverse unități de umplere și de capsulare pentru acoperirea sticlelor cu dopuri de plută. Astăzi puteți găsi o mare varietate de mașini automate, al căror principiu se bazează pe mișcarea progresivă a recipientelor de-a lungul unui transportor, unde recipientul este dezinfectat, umplut și capsulat. Modelele moderne se caracterizează printr-o funcționare sincronizată și o productivitate ridicată.
Pentru ca un dop "gros" să se potrivească în gâtul sticlei, producătorii folosesc o presă specială în timpul ambalării băuturii. Aceasta este plasată peste sticlă și, sub presiune, comprimând dopul din toate părțile, îl împinge în recipientul de sticlă.
Unele companii recurg la trucuri suplimentare: cineva tratează în prealabil dopurile de plută cu abur, iar altcineva le înmoaie în apă fierbinte. Acest lucru face ca materialul plutei să fie mai elastic și mai "maleabil" în timpul comprimării de către presă, astfel încât pluta să fie introdusă cu ușurință în gâtul de sticlă.